# فرانکلین (نیوهمپشایر)
فرانکلین (به انگلیسی: Franklin) شهری در ایالت نیوهمپشایر کشور ایالات متحده آمریکا است که جمعیت آن در سرشماری سال ۲۰۱۰ میلادی، ۸٬۴۷۷ نفر بوده‌است.

## نگارخانه

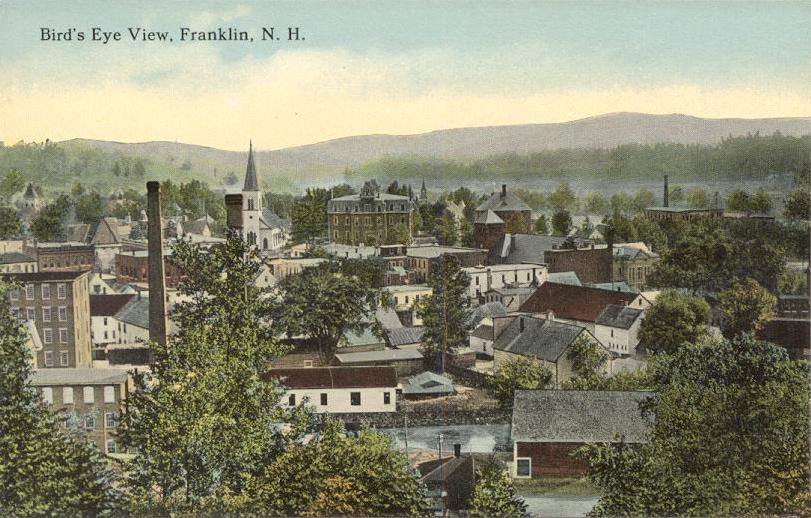
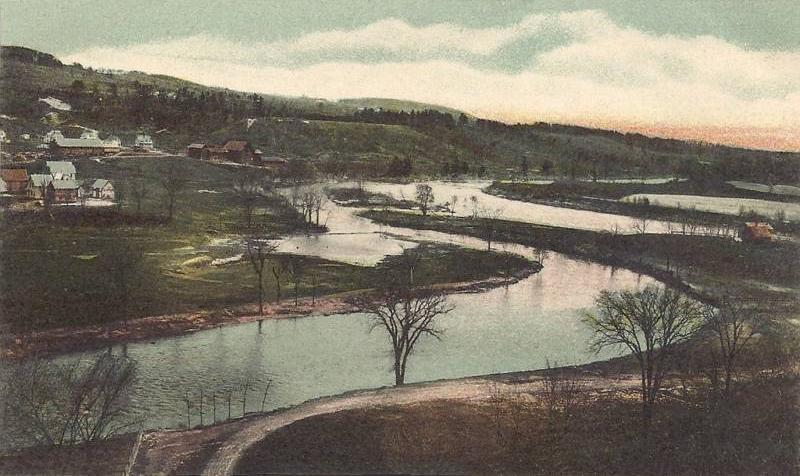
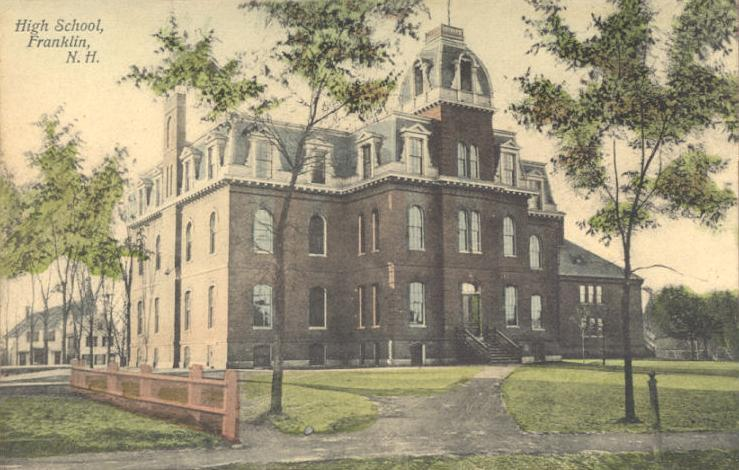
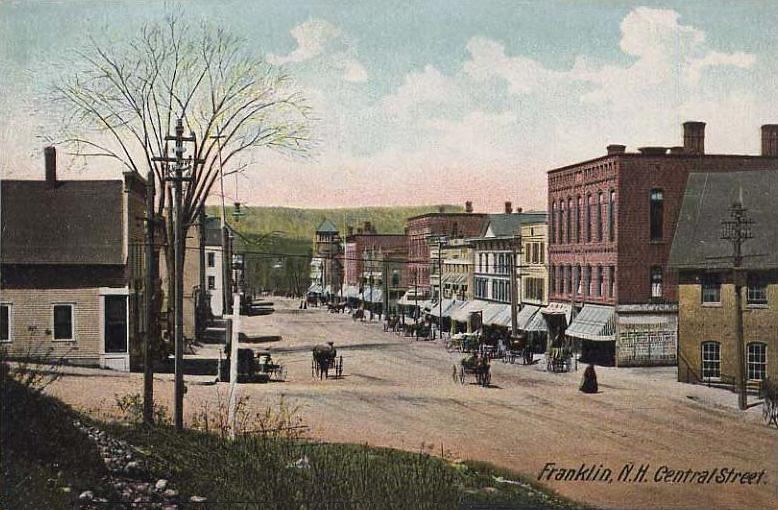
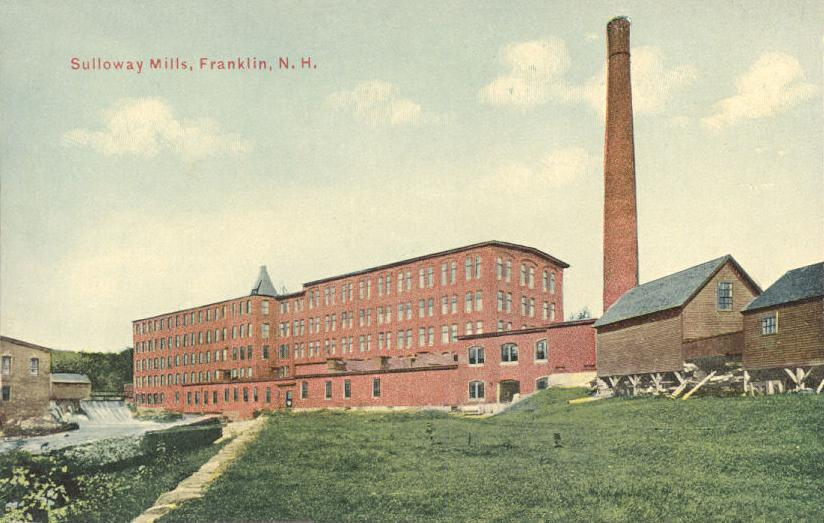
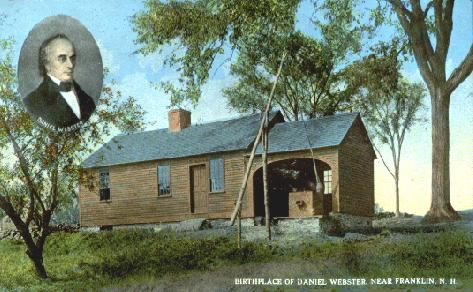
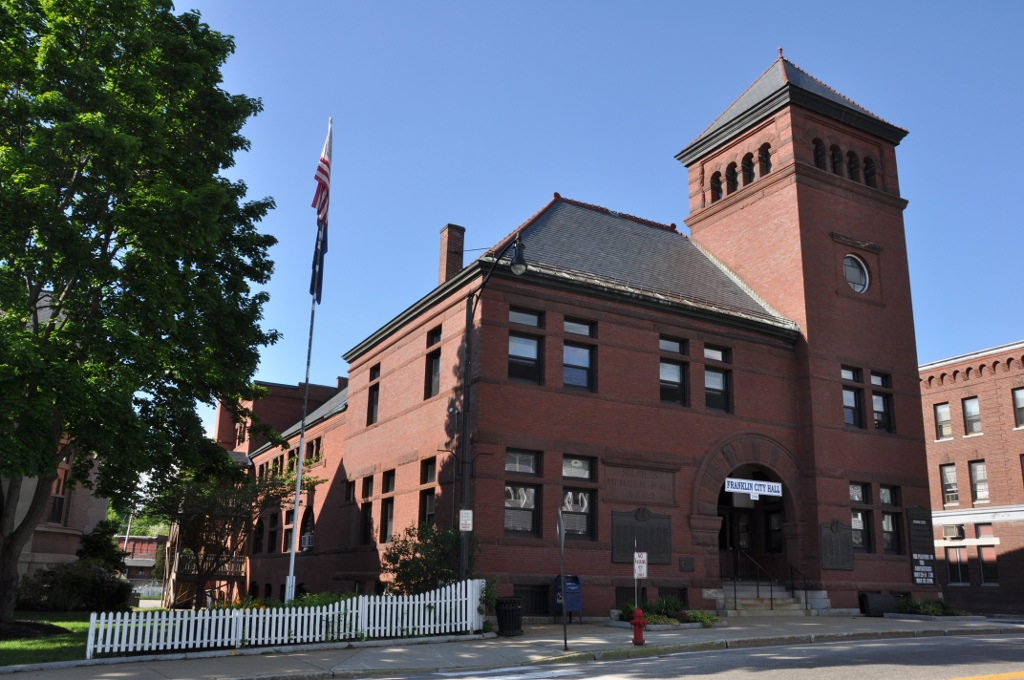
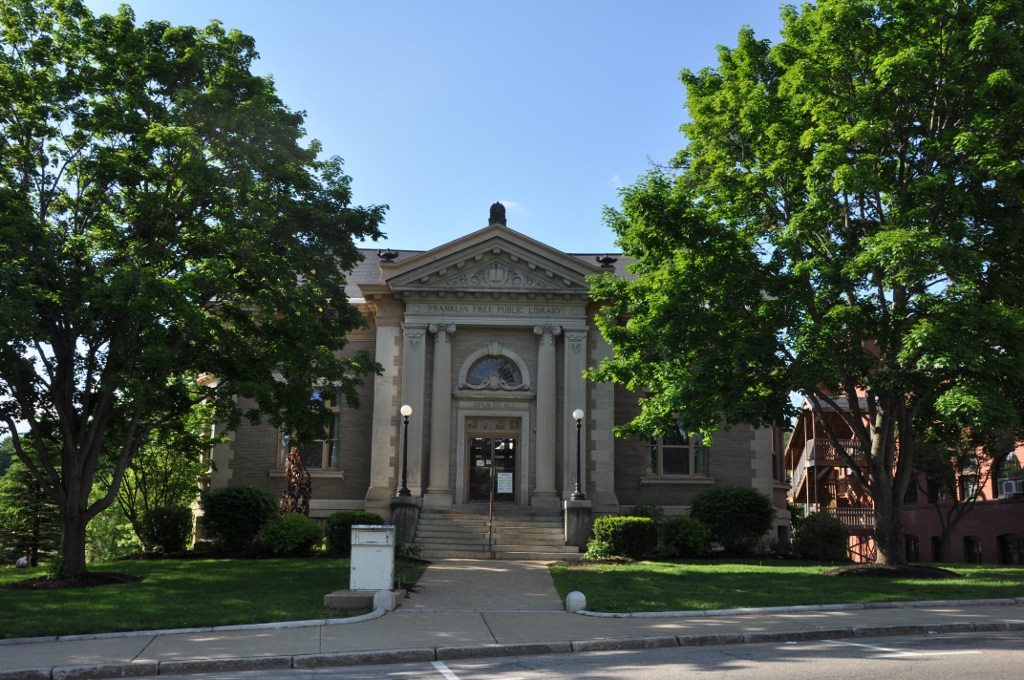

## موقعیت جغرافیایی
موقعیت جغرافیایی شهرها و مناطق اطراف به شرح زیر است: